# Tour de France 1989
Tour de France 1989 byl 76. ročník tohoto závodu. Konal se ve dnech 1. července – 30. července 1989. Trať závodu měřila 3 285 km a byla rozdělena do 21. etap a prologu. Kromě Francie trasa zavedla cyklisty i do Lucemburska a Belgie. Celkovým vítězem se stal Američan Greg LeMond.

## Seznam etap
| Etapa | Datum  | Trasa                               | Vzdálenost          | Typ etapy           | Typ etapy           | Vítěz etapy              |
| ----- | ------ | ----------------------------------- | ------------------- | ------------------- | ------------------- | ------------------------ |
| P     | 1. 7.  | Lucemburk                           | 7,8 km (4,8 mi)     |                     | Časovka jednotlivců | Erik Breukink (NED)      |
| 1     | 2. 7.  | Lucemburk                           | 135,5 km (84,2 mi)  |                     | Rovinatá etapa      | Acácio da Silva (POR)    |
| 2     | 2. 7.  | Lucemburk                           | 46 km (29 mi)       |                     | Časovka družstev    | Super U-Raleigh-Fiat     |
| 3     | 3. 7.  | Lucemburk – Spa (Belgie)            | 241 km (150 mi)     |                     | Rovinatá etapa      | Raúl Alcalá (MEX)        |
| 4     | 4. 7.  | Lutych – Wasquehal                  | 255 km (158 mi)     |                     | Rovinatá etapa      | Jelle Nijdam (NED)       |
|       | 5. 7.  | Dinard                              | Dinard              |                     | Odpočinkový den     | Odpočinkový den          |
| 5     | 6. 7.  | Dinard – Rennes                     | 73 km (45 mi)       |                     | Časovka jednotlivců | Greg LeMond (USA)        |
| 6     | 7. 7.  | Rennes – Futuroscope                | 259 km (161 mi)     |                     | Rovinatá etapa      | Joël Pelier (FRA)        |
| 7     | 8. 7.  | Poitiers – Bordeaux                 | 258,5 km (160,6 mi) |                     | Rovinatá etapa      | Etienne De Wilde (BEL)   |
| 8     | 9. 7.  | Labastide-d'Armagnac – Pau          | 157 km (98 mi)      |                     | Rovinatá etapa      | Martin Earley (IRE)      |
| 9     | 10. 7. | Pau – Cauterets                     | 147 km (91 mi)      |                     | Horská etapa        | Miguel Indurain (ESP)    |
| 10    | 11. 7. | Cauterets – Superbagnères           | 136 km (85 mi)      |                     | Horská etapa        | Robert Millar (GBR)      |
| 11    | 12. 7. | Bagnères-de-Luchon – Blagnac        | 158,5 km (98,5 mi)  |                     | Rovinatá etapa      | Mathieu Hermans (NED)    |
| 12    | 13. 7. | Toulouse – Montpellier              | 242 km (150 mi)     |                     | Rovinatá etapa      | Valerio Tebaldi (ITA)    |
| 13    | 14. 7. | Montpellier – Marseille             | 179 km (111 mi)     |                     | Rovinatá etapa      | Vincent Barteau (FRA)    |
| 14    | 15. 7. | Marseille – Gap                     | 240 km (150 mi)     |                     | Kopcovitá etapa     | Jelle Nijdam (NED)       |
| 15    | 16. 7. | Gap – Orcières-Merlette             | 39 km (24 mi)       |                     | Horská časovka      | Steven Rooks (NED)       |
|       | 17. 7. | Orcières Merlette                   | Orcières Merlette   |                     | Odpočinkový den     | Odpočinkový den          |
| 16    | 18. 7. | Gap – Briançon                      | 175 km (109 mi)     |                     | Horská etapa        | Pascal Richard (SUI)     |
| 17    | 19. 7. | Briançon – Alpe d'Huez              | 165 km (103 mi)     |                     | Horská etapa        | Gert-Jan Theunisse (NED) |
| 18    | 20. 7. | Le Bourg-d'Oisans – Villard-de-Lans | 91,5 km (56,9 mi)   |                     | Horská etapa        | Laurent Fignon (FRA)     |
| 19    | 21. 7. | Villard-de-Lans – Aix-les-Bains     | 125 km (78 mi)      |                     | Horská etapa        | Greg LeMond (USA)        |
| 20    | 22. 7. | Aix-les-Bains – L'Isle-d'Abeau      | 130 km (81 mi)      |                     | Rovinatá etapa      | Giovanni Fidanza (ITA)   |
| 21    | 23. 7. | Versailles – Paříž (Champs-Élysées) | 24,5 km (15,2 mi)   |                     | Časovka jednotlivců | Greg LeMond (USA)        |
|       | Celkem | Celkem                              | 3 285 km (2 041 mi) | 3 285 km (2 041 mi) | 3 285 km (2 041 mi) | 3 285 km (2 041 mi)      |

## Pořadí
| Pořadí | Závodník                 | Tým                  | Čas       |
| ------ | ------------------------ | -------------------- | --------- |
| 1      | Greg LeMond (USA)        | AD Renting           | 87:38:35  |
| 2      | Laurent Fignon (FRA)     | Super U-Raleigh-Fiat | + 0:08    |
| 3      | Pedro Delgado (ESP)      | Reynolds             | + 3:34    |
| 4      | Gert-Jan Theunisse (NED) | PDM                  | + 7' 30"  |
| 5      | Marino Lejarreta (ESP)   | Artiach              | + 9:39    |
| 6      | Charly Mottet (FRA)      | RMO                  | + 10:06   |
| 7      | Steven Rooks (NED)       | PDM                  | + 11:10   |
| 8      | Raúl Alcalá (MEX)        | PDM                  | + 14:21   |
| 9      | Sean Kelly (IRL)         | PDM                  | + 18' 25" |
| 10     | Robert Millar (GBR)      | Z-Peugeot            | + 18:46   |